# Iarbă grasă
Iarbă grasă (lat. Portulaca oleracea) este o plantă din familia Portulacaceae, care poate atinge înălțimea de 40 cm. În România este supranumită și grașiță, iarba porcului, buruiană grasă sau pita porcului.
Este menționată de Dioscoride în lista plantelor medicinale folosite de daci, sub numele de lax.

## Descriere
Planta are o tulpină cărnoasa, tărâtoare, de forma cilindrică, iar frunzele spatulate, suculente, îngustate spre baza. Florile sunt de culoare galben portocaliu sau roșiatice. Fructul este o capsulă cu numeroase semințe mici de culoare cenușie. Într-un gram intră cca 2.400 de semințe. O sămânță își păstrează proprietățile germinative 3 - 4 ani.

## Utilizare
Iarba grasa este utilizata atât ca aliment cât și ca medicament pentru unele boli. Se consuma frunzele cărnoase și acrișoare sub formă de salată. Ca medicament se folosește sub formă de ceai sau infuzie, în tratamentul unor boli ale sistemului digestiv.

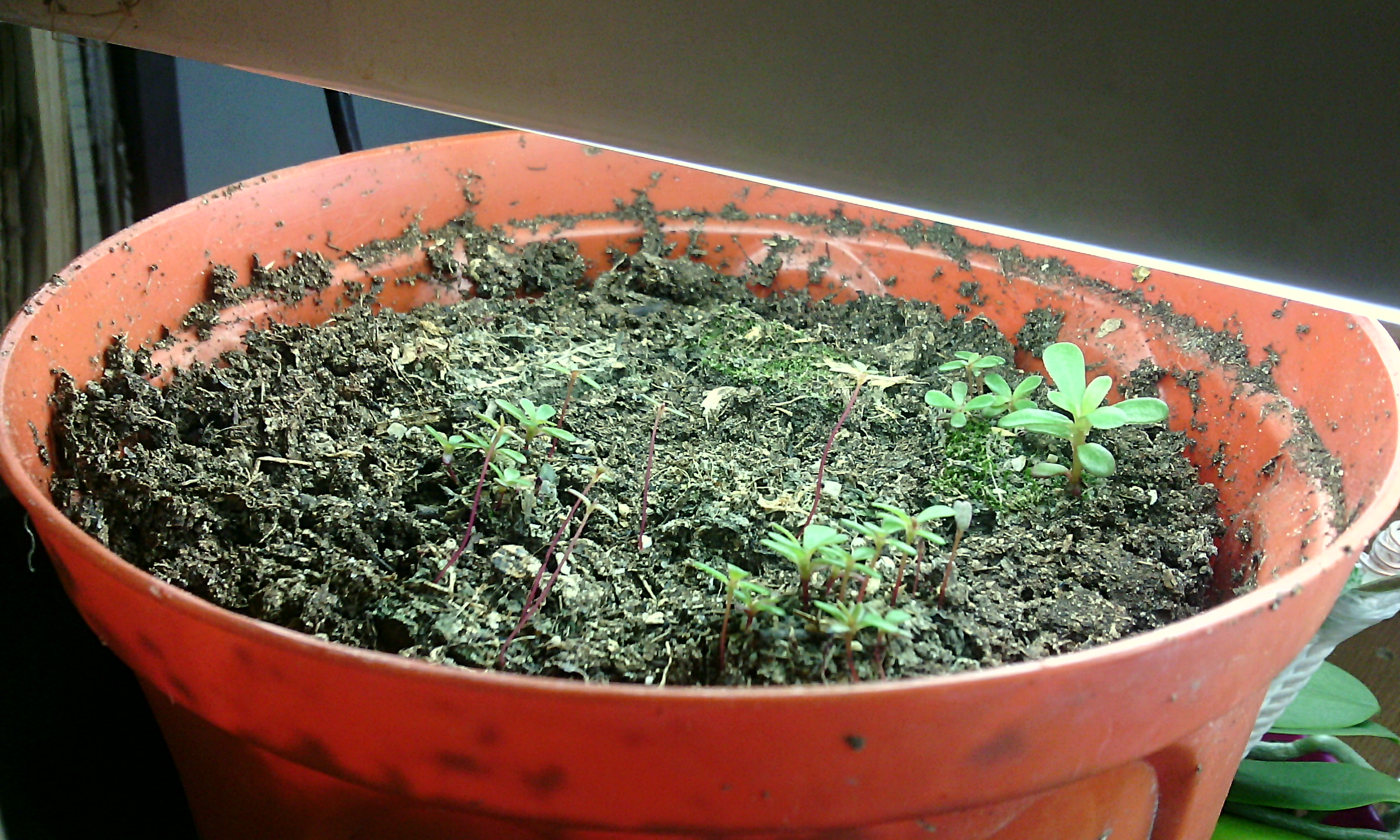
portulaca oleracea sub lumina artificiala la o distanta de 3 cm si jumatate de neon

## Răspândire
Se întâlnește atât în zonele calde de pe glob, cât și în cele reci. Crește ca plantă spontană sau cultivată în Europa, America și Asia.